# کینگو (خدا)
کینگو (𒀭𒆥𒄖، dqin-gu؛ Qingu، لاتین‌نویسیِ کمتر رایج به صورت Kingu) خدایی بین‌النهرینی بود. او بیشتر از طریق انوما الیش شناخته می‌شود، جایی که به عنوان زیردست و همسر تیامات و دشمن مردوک عمل می‌کند. پس از شکست، او کشته می‌شود و خونش برای آفرینش انسان به کار می‌رود. چنین 
فرض می‌شود که او ممکن است در اصل شخصیت منفی یک اسطورهٔ جداگانه و نامرتبط با تیامات بوده باشد، اگرچه این تصنیف باقی نمانده است و اکثر ارجاع‌ها به او، اشاره‌ها به شکست او از مردوک در انوما الیش است. او همچنین در اسطورهٔ شکست انوتیلا، انمشارا و کینگو و در متن‌های متنوع دیگر ذکر شده است.

## نام
رایج‌ترین املای نام کینگو در خط میخی dqin-gu است، هرچند به صورت پراکنده dqi-in-gu، dqin-ga و dqin-gi نیز دیده می‌شود. گونهٔ دیگری از آن، dqin-gu-gu ، ظاهراً یک خطای نگارشی است. در حالی که گاهی اوقات می‌توان شکل رومی‌شدهٔ Kingu را در ادبیات مدرن یافت، Qingu رایج‌ترین شکل مورد استفاده است و فرض می‌شود که به تلفظ اصلی آن نزدیکتر است.
پذیرفته شده است که نام کینگو ریشهٔ سومری دارد، زیرا بعید است که ریشه اکدی شامل هم q و هم g باشد. مانفرد کربرنیک پیشنهاد می‌دهد که این واژه ممکن است با اصطلاحات kíĝ (KIN) به معنای «کار» و kingal به معنای «رهبر» مرتبط باشد. این پیشنهاد همچنین توسط نویسندگان دیگری مانند ویلفرد جی. لمبرت و سلنا ویسنوم پشتیبانی می‌شود.

## شخصیت
بین‌النهرینی‌ها، کینگو را دشمن شکست‌خوردهٔ خدایان می‌دانستند. او به طور کلی به عنوان دشمن مردوک به بهترین شکل گواهی شده است. او را می‌توان به عنوان «خدای آغازین مرتبط با جهان زیرین» توصیف کرد. یک منبع آشوری متأخر که کینگو را در کنار آنزو و آساکو قرار می‌دهد، به احتمال زیاد دلالت بر این دارد که او را نیز می‌توان مانند آنها در دسته دیوها قرار داد.
دو مورد آشکار از برابری بین کینگو و انمشارا، احتمالاً بر اساس جایگاه مشترک آنها به عنوان دشمنان شکست‌خوردهٔ خدایان، در متن‌های آیینی گواهی شده است. اشارهٔ منفرد به «هفت پسر کینگو» (لوح KAR 307، سطر ۱۸) احتمالاً نشان‌دهندهٔ ارتباطی با انمشارا نیز هست، زیرا اشاره به «هفت پسر انمشارا» رایج است.
ارتباط بین کینگو و تموز در یک متن توضیحی آسیب‌دیده تأیید شده، اگرچه به دلیل وضعیت نامناسب نگهداری آن، دلیل آن ناشناخته است.

### به عنوان نامی برای مردوک
علاوه بر اینکه کینگو به عنوان نام یک شخصیت متمایز عمل می‌کند، به عنوان لقب مردوک نیز شناخته می‌شود. سرودی برای نبو که گمان می‌رود مربوط به پس از انوما الیش باشد، او را از نوادگان کینگو توصیف می‌کند. احتمالاً در این بافتار، کینگو به عنوان نامی از مردوک نیز درک می‌شده است، نه به عنوان دشمن او. در خود انوما الیش، دو گونهٔ آشکار از نام کینگو، ایرکینگو (dir-qin-gu؛ لوح VII، سطر ۱۰۵) و کینما (dqin-ma؛ لوح VII، سطر ۱۰۷) در میان ۵۰ نامی که پس از پیروزی مردوک بر تیامات به او نسبت داده شده است، دیده می‌شوند. سوفوس هله استدلال می‌کند که ایرکینگو در اصل نامی بوده که از نظر ریشه‌شناسی هیچ ارتباطی با کینگو نداشته، اما توسط گردآورندگان انوما الیش به ترکیبی از این تئونیم و کلمه ایر به معنای «ویران کردن» بازتعریف شده است. ویلفرد جی. لمبرت اظهار داشت کینما (هم به صورت Qinma و هم Kinma لاتین‌نویسی شده است) که در فهرست خدایان آن = آنوم (لوح II، سطر ۲۲۱) و در فهرست خدایان ناقص دیگر نیز به عنوان نام مردوک گواهی شده است، ممکن است در اصل شکل مصنوعی اِمسال از نام کینگو بوده باشد.

## اساطیر

### انوما الیش
نام کینگو اولین بار در انوما الیش در زمانی ذکر شده که تیامات او را به عنوان رهبر لشکرِ هیولاهای خود منصوب می‌کند و لوح سرنوشت‌ها را به سینه‌اش می‌آویزد و او را به مقام «آنویی» da-nu-ti ارتقا می‌دهد. اگرچه این اصطلاح از نام خدای آنو گرفته شده است، اما وقتی به عنوان لقبی برای سایر خدایان، از جمله کینگو، به کار می‌رود، می‌توان آن را به عنوان نقشی عمومی برای مقام یک خدای متعال در نظر گرفت. در مقابل، گونهٔ دیگری از این متن به جایگاه کینگو به عنوان مقام «اربابی» (e-nu-ti) اشاره دارد. متن مستقیماً بیان می‌کند که این لوح، دارایی مشروع کینگو نبوده، اگرچه توضیح داده نشده که تیامات چگونه آن را به دست آورده است.
کینگو متعاقباً از موقعیت جدید خود برای اعلام سرنوشت فرزندان تیامات استفاده می‌کند. مشخص نیست که آیا خود او یکی از آنهاست یا خیر، زیرا هیچ عبارت مستقیمی در مورد منشأ او ارائه نشده است. گوستا گابریل خاطرنشان می‌کند که او عملاً «به طرزی ناگهانی ظاهر می‌شود» و اینکه او فقط به عنوان همسر تیامات تعریف می‌شود. ویلفرد جی. لمبرت معتقد است که فقدان اشاره صریح به ریشه‌های او می‌تواند نشان دهد که گردآورندگان انوما الیش، شخصیتی را که هیچ ارتباط قبلی با تیامات نداشته، از منبعی جداگانه در روایت گنجانده‌اند. با این وجود، گاهی فرض می‌شود که او پسر تیامات و آپسو محسوب می‌شده است.
مردوک پس از مغلوب کردن تیامات، کینگو را شکست می‌دهد و لوح سرنوشت‌ها را پس می‌گیرد. لوح سرنوشت‌ها سپس در اختیار آنو قرار می‌گیرد. پس از آنکه مجمع خدایان به این نتیجه رسیدند که درگیری بین آنها و تیامات به واسطهٔ تحریک کردن او ایجاد شده است، کینگو کشته می‌شود. با این حال، هیچ اشاره‌ای به تحریک شدن تیامات توسط کینگو، آنطور که در این بخش از متن آمده است، در بخش‌های قبلی متن یافت نمی‌شود. سپس خون کینگو توسط ائا برای آفرینش انسان استفاده می‌شود.

#### شباهت‌ها با دیگر اسطوره‌ها
مانفرد کربرنیک خاطرنشان می‌کند که بخش‌هایی از طرح داستان که بر کینگو متمرکز است، پیشینه‌هایی در اسطوره‌ها دارد که بر انلیل و نینورتا تمرکز دارند و سرقت لوح سرنوشت را توصیف می‌کنند. به گفته ویلفرد جی. لمبرت، به دست آوردن نادرست لوح سرنوشت توسط کینگو و بازیابی بعدی آن، شباهت بسیار نزدیکی به طرح حماسه آنزو دارد. سلنا ویسنوم نیز کینگو را با آنزو مقایسه می‌کند. با این حال، او اشاره می‌کند که در حالی که شکست دادن آنزو برای نینورتا به دلیل داشتن لوح دشوار به تصویر کشیده شده است، در مورد کینگو این شیء تنها به عنوان نمادی انتزاعی از جایگاه او عمل می‌کند و هیچ سختی مشابهی برای مردوک ایجاد نمی‌شود. یک شباهت احتمالی دیگر این است که کینگو به مقام «آنویی» ارتقا می‌یابد، در حالی که آنزو با دزدیدن لوح، ادعای «انلیلی» (enlilūtu) را دارد، اصطلاحی مشابه که از نام انلیل گرفته شده است و نه آنو.
ویسنوم خاطرنشان می‌کند که کینگو را می‌توان با «گیاسنگ» ((na4U2))، رهبر لشکر سنگ‌ها در اسطورهٔ لوگال-ئه، نیز مقایسه کرد، زیرا هر دوی آنها در مقایسه با آنتاگونیست‌های اصلی روایت‌های مربوطه، تیامات و آساگ، موانع ثانویه هستند. علاوه بر این، صحنهٔ انتصاب کینگو ممکن است اشاره‌ای به خلق «گیاسنگ» و انتصاب او به رهبری در میان فرزندان سنگی آساگ باشد.
هیچ منبع دیگری کینگو را با آفرینش انسان مرتبط نمی‌داند. رایان دی. وینترز خاطرنشان می‌کند که او در فهرست کوتاهی از خدایانی که در نقش مشابهی در اسطوره‌های مختلفِ موجود در آن = آنوم (لوح ششم، سطرهای ۲۰۹ تا ۲۱۶) ظاهر می‌شوند، غایب است و بر این اساس نتیجه می‌گیرد که این بن‌مایه نمی‌تواند پیش از پایان دوره بابلی باستان باشد. ویلفرد جی. لمبرت فرض کرد که گردآورندگان انوما الیش ممکن است او را در نقشی قرار داده باشند که در ابتدا توسط خدای دیگری ایفا می‌شد. مقایسه‌هایی بین صحنهٔ مرگ او و بخشی از  آترا-هاسیس انجام شده است که به آفرینش انسان می‌پردازد و شامل کشتن خدای وِه می‌شود. سلنا ویسنوم خاطرنشان می‌کند که پس از دوره بابلی باستان، آلا در این نقش جایگزین او شد که نامش ممکن است جناس با کلمه آل، به معنای «کج‌بیل» باشد و بنابراین اشاره‌ای به نقش او به عنوان خدای کارگر باشد. بر این اساس، او پیشنهاد می‌کند که قرار گرفتن کینگو در نقشی مشابه، نشان‌دهندهٔ ارتباط ریشه‌شناختی بین نام او و کلمهٔ «کار» است. با این حال، او اظهار می‌کند که او و آلا را نمی‌توان معادل‌های مستقیم در نظر گرفت، زیرا کینگو قبل از کشته شدن نقش فعال‌تری در روایت ایفا می‌کند.

## گواهی‌های متفرقه

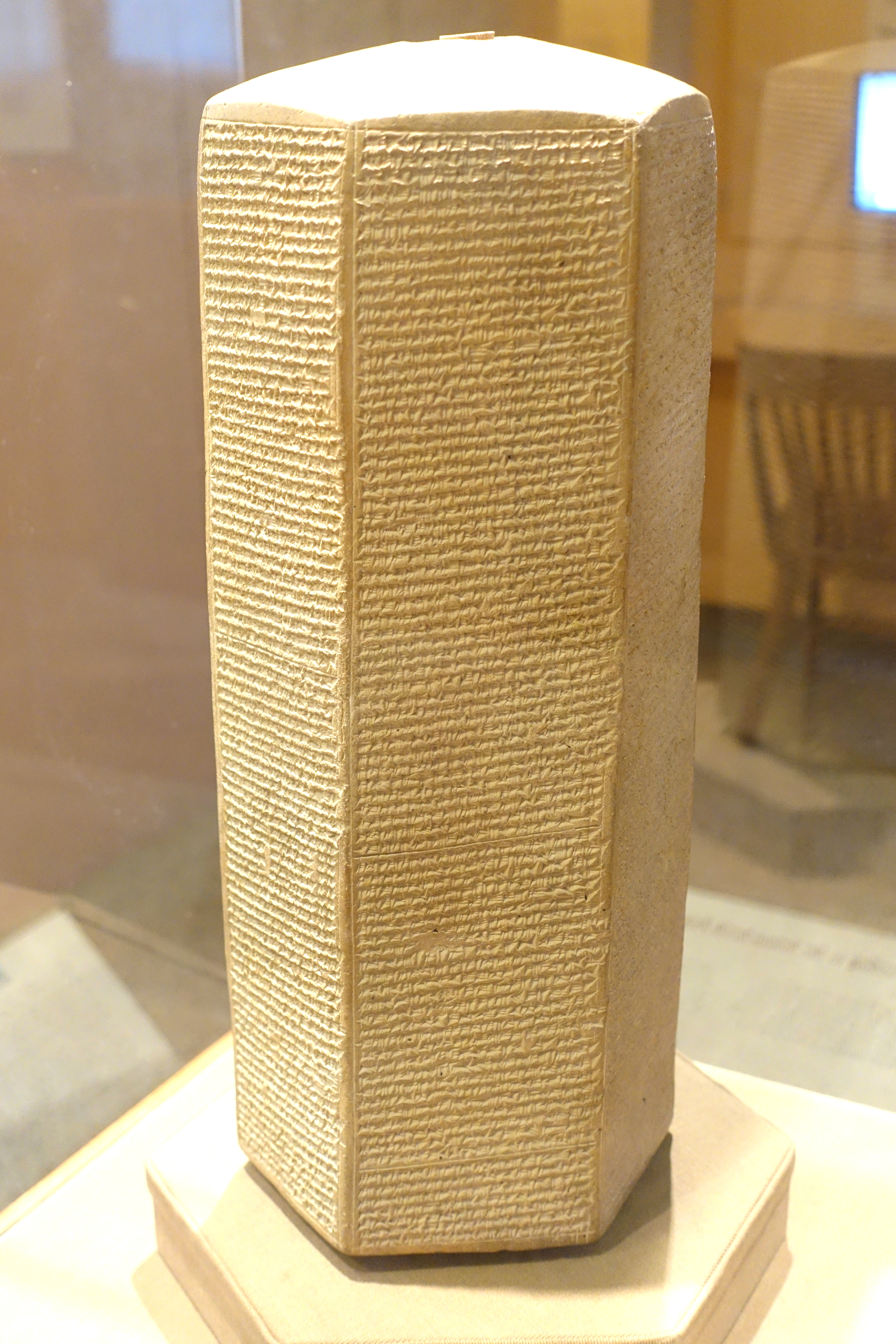
منشور شیکاگو